# 开通镇
开通镇，是中华人民共和国吉林省白城市通榆县下辖的一个乡镇级行政单位。

## 行政区划
开通镇下辖以下地区：
东盛社区、铁西南社区、铁西北社区、永青村、东郊村、迎新村、西郊村、永和村、红旗村、和平村、富强村、向荣村、光明村、永丰村、五星村、胡家店村、跃进村、黎明村、羊井村、榆林村、五一村、晓光村、路阳村和裕民村。